# Гай Лукций Телезин
Гай Лукций Телезин (на латински: Gaius Luccius Telesinus) e политик на Римската империя през 1 век.
През 66 г. той е консул заедно с Гай Светоний Павлин.